# Drienovská Nová Ves
Drienovská Nová Ves (maďarsky Somosújfalu) je obec na Slovensku v okrese Prešov. Žije zde 805 obyvatel, rozloha katastrálního území činí 6,30 km².

## Poloha
Obec leží na rozhraní Šarišské vrchoviny a severní části Košické kotliny v údolí řeky Torysy.
Nadmořská výška se pohybuje v rozmezí 218 až 414 m n. m., střed obce se nachází ve výšce 225 m. Povrch tvoří flyš a čtvrtohorní náplavy a svahové hlíny. Západní část obce kryjí lesní porosty tvořené buky, duby a břízami.
Územím obce protéká Novoveský potok, který pramení v bukovém lese pod horou Nižná Ščerbová v nadmořské výšce 370 m. Je levostranným přítokem řeky Torysy.

## Historie
První písemná zmínka o obci je z roku 1335, kde je uváděná jako Wyfolua, která vznikla na území obce Židov (Šidov). Obec byla majetkem Petra Somosyho do roku 1449 a nazývána Somosújfalu. Pak byla vlastněna rodem Drienovů. Do 20. století obec byla v majetku Andrássyů. V roce 1787 bylo v obci 37 domů, ve kterých žilo 255 obyvatel, v roce 1828 ve čtyřiceti domech žilo 316 obyvatel. Hlavní obživou bylo zemědělství.